# Jim Cleary
James „Jim“ Cleary (* 27. Mai 1956 in Enniskillen) ist ein ehemaliger nordirischer Fußballspieler. Der Mittelfeldspieler wurde vor allem als Spieler des Glentoran FC bekannt, mit dem er zwischen 1980 und 1989 zwei nordirische Meisterschaften und fünfmal den Pokal gewann. Dazu absolvierte er zwischen 1982 und 1984 fünf Länderspiele für die nordirische Nationalmannschaft und war Teil des Kaders anlässlich der WM-Endrunde 1982 in Spanien, wo er aber ohne Einsatz blieb.

## Sportlicher Werdegang
Clearys Fußballerlaufbahn begann in seiner Heimat in Enniskillen, im Südwesten Nordirlands gelegen. Dort gewann er mit den Enniskillen Rangers im Jahr 1973 den Mercer Cup und wurde in die nordirische Jugendnationalmannschaft berufen. Im Alter von 18 Jahren schloss er sich dann dem Erstligisten Portadown FC an, der als Vizemeister, wie in den beiden Jahren zuvor, nur knapp an dem Ligatitel vorbeigeschrammt war. Die ersehnte Trophäe blieb jedoch auch in der Folgezeit mit Ausnahme eines Gold Cups in der Saison 1978/79 verwehrt, wobei Cleary als wohl bester Spieler der Mannschaft im Jahr 1978 zu sieben Auswahlspielen für die nordirische Liga gegen Schottland kam. Als er im August 1980 dann zum Glentoran FC wechselte, änderte sich sein Schicksal schlagartig.
Bereits in seiner ersten Saison 1980/81 für die „Glens“ gewann er die Meisterschaft und die Mannschaft blieb dabei ohne Niederlage. Es folgte im Jahr darauf der Ulster Cup in einer Spielzeit, in der Cleary 24 Tore schoss und am 28. April 1982 gegen Schottland (1:1) sein erstes A-Länderspiel für Nordirland bestritt. Nationaltrainer Billy Bingham hatte Gefallen an dem frisch gekürten Fußballer des Jahres gefunden und so wurde er nach einem zweiten Spiel gegen Wales (0:3) in den nordirischen Kader anlässlich der WM-Endrunde 1982 in Spanien berufen – neben seinem Mannschaftskameraden Johnny Jameson und dazu aus der nordirischen Liga Felix Healy vom Coleraine FC und George Dunlop, dem Torhüter des Linfield FC. Allein Healy sollte im Turnier selbst zum Einsatz kommen (im Gegensatz zu Cleary, Jameson und Dunlop).
Nach seiner Rückkehr in den Vereinsfußball konservierte Cleary seine gute Form in der Saison 1982/83, die ihm die Auszeichnung zum Ulster Footballer of the Year einbrachte. Dazu verhalf er Glentoran zu Erfolgen im Ulster Cup und Gold Cup. Ebenfalls war er siegreich im Endspiel des nordirischen Pokals, musste allerdings das Feld im Wiederholungsspiel (2:1) aufgrund einer roten Karte vorzeitig verlassen. In der anschließenden Spielzeit 1983/84 wurde Cleary zum Mannschaftskapitän von den „Glens“ befördert. In der Nationalmannschaft zählte er zunächst unverändert zum erweiterten Kreis, aber sein fünfter Auftritt gegen Israel (3:0) am 16. Oktober 1984 war gleichzeitig sein letztes Länderspiel. Als Kapitän führte Cleary die Glens bis 1988 zu vier nordirischen Pokaltrophäen in Serie. Beim letzten Erfolg 1988 hatte Cleary per Elfmeter kurz vor Spielende für die Entscheidung gegen den Glenavon FC gesorgt. Im selben Jahr hatte sich noch die zweite Meisterschaft zu einem „Double“ komplettiert.
Im Alter von nur 32 Jahren verkündete Cleary im Jahr 1989 seinen Rücktritt, nachdem er in den vergangenen neun Jahren immer mindestens eine Trophäe gewonnen hatte. Insgesamt hatte er in 413 Pflichtspielen 144 Tore für den Glentoran FC erzielt. In den folgenden Jahren wurde häufig über ein Comeback spekuliert, aber sein Einsatz blieb auf Engagements in Trainerstäben sowie als Freizeitfußballer beschränkt.

## Titel/Auszeichnungen
- Nordirlands Fußballer des Jahres (1): 1981/82
- Ulster Footballer of the Year (1): 1982/83
- Nordirische Meisterschaft (2): 1980/81, 1987/88
- Nordirischer Pokal (5): 1982/83, 1984/85, 1985/86, 1986/87, 1987/88
- Nordirischer Ligapokal (1): 1988/89
- Gold Cup (3): 1978/79, 1982/83, 1986/87
- Ulster Cup (4): 1981/82, 1982/83, 1983/84, 1988/89
- County Antrim Shield (1): 1986/87
- Floodlit Cup (1): 1987/88
- Centenary Chalice (1): 1987/88